# Kloster von Seirkieran

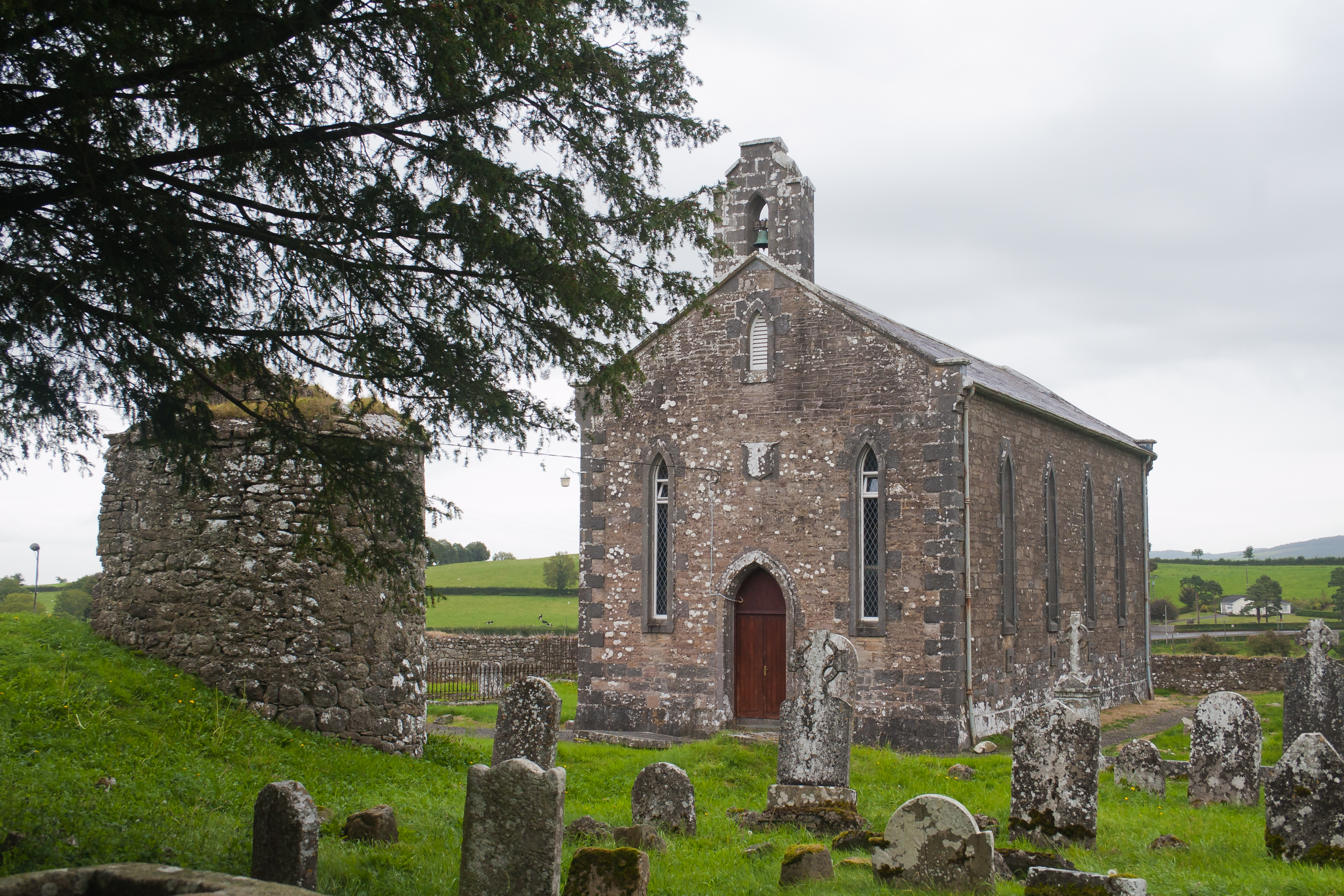
Kirche und Sockel eines Rundturms

Das Kloster von Seirkieran (auch Saighir, Seir Kieran, irisch Saighir Chiaráin), östlich von Birr im County Offaly in Irland soll durch Ciarán den Älteren gegründet worden sein. Es wurde im Jahre 842 von Wikingern geplündert. Der dortige Bischofssitz wurde später zuerst nach Aghaboe im County Laois und 1052 nach Kilkenny verlegt. 
Die heutige Kirche des von den Augustinern 1170 neu gegründeten Klosters ist wahrscheinlich teilweise über einer älteren errichtet. Bei der Kirche befindet sich ein kleines Kreuz und ein alter Grabstein. Der Rest eines Rundturms und eine verzierte Hochkreuzbasis sind ebenfalls vorhanden. Der Friedhof liegt in einer etwa 4 ha großen Fläche, die von Spuren einer Einhegung mit äußerem Graben umgeben ist.